# Dolní Libchavy (tvrz)
Dolní Libchavy jsou tvrz ve stejnojmenné vesnici severně od Ústí nad Orlicí v Pardubickém kraji. Byla založena nejspíše v první čtvrtině šestnáctého století jako vrchnostenské sídlo šlechtického statku. Na začátku třicetileté války přestala být panským sídlem a od té doby sloužila jen k ubytování zaměstnanců poplužního dvora, jehož je tvrz z hlediska stavební dispozice součástí. Budova tvrze je chráněna jako kulturní památka.

## Historie
První písemná zmínka o tvrzi v Dolních Libchavách pochází z roku 1533. Další zpráva z roku 1551 dokládá její existenci v první čtvrtině šestnáctého století, protože uvádí pokoje, v nichž kdysi žil Václav z Bubna. Ten je jako svědek doložen na listině z roku 1502. V roce 1524 používal přídomek „z Bubna a na Libchavě.“
Listina z roku 1533 uvádí rozdělení majetku, který po Vaňkovi z Bubna zdědili jeho bratranci Otík a Mikuláš z Bubna. Otík přenechal svůj libchavský podíl Mikulášovi, který se tak roku 1551 stal jediným majitelem libchavského panství. Ještě téhož roku zapsal na tvrzi věno ve výši 250 kop grošů na své manželce Elišce z Baště.
Mikuláš měl tři syny, z nichž Jan měl synů pět a ti se v roce 1588 podělili o majetek. Někteří dostali vesnice, jiní si svůj podíl nechali vyplatit v penězích. Dolní Libchavy dostal Jan z Bubna, zatímco Horní Libchavy připadly Albrechtovi z Bubna. Oba si roku 1598 rozdělili majetek zemřelého bratra Jiřího, přičemž statky dostal po peněžním vyrovnání Jan. Tomu se v roce 1611 podařilo spojit Horní a Dolní Libchavy do jednoho panství.
Jan z Bubna se přímo nezapojil do stavovského povstání v letech 1618–1620, nicméně povstalce různě podporoval, za což byl 29. listopadu 1622 odsouzen konfiskaci jedné třetiny majetku. Už 21. ledna 1623 libchavský statek s tvrzí a vesnicemi koupil za 10 842 zlatých a dvacet krejcarů Albrecht z Valdštejna. Z této částky královská komora vyplatila nároky Janových věřitelů. Ze zbývajících peněz si třetinu ponechala jako pokutu a zbytek peněz dostal Jan z Bubna.
Libchavy ležely daleko od jiných Valdštejnových statků, a proto je 29. ledna 1624 směnil s Marií Magdalenou Trčkovou z Lípy. Ta je ještě téhož roku přenechala Karlovi z Lichtenštejna, který Libchavy připojil k lanškrounskému panství, jehož součástí zůstaly až do zrušení patrimoniální správy.
Tvrz v Dolních Libchavách ztratila funkci vrchnostenského sídla v roce 1622 a od té doby sloužila jen úředníkům přilehlého hospodářského dvora. Jak se na jeho fungování projevily události třicetileté války není jasné, ale v roce 1651 dvůr fungoval. Karel Eusebius z Lichtenštejna nechal tvrz se dvorem přestavět, ale později zřejmě chátrala, protože v roce 1725 byla tvrz uvedena jako neobydlená, a roku 1769 dokonce jako zřícenina. Před rokem 1785 však byla opravena na byt hospodářského pojezdného.
Tvrz náležela Lichtenštejnům do pozemkové reformy počátkem dvacátých let 20. století. Po druhé světové válce stavba patřila různým zemědělským organizacím a postupně chátrala. Nyní (2024)je veřejně nepřístupná a patří ZD České Libchavy a došlo k rekonstrukci objektu, který je využíván jako soukromé byty.

## Stavební podoba
Staveništěm tvrze se stalo nevýrazné návrší nad soutokem Libchavského potoka s Tichou Orlicí. Ze severu tvrz chránil asi deset metrů široký parkán a k ochranný prostředkům patřil také zaniklý rybník severovýchodně od budovy. Nejstarší fragmenty zdiva, dochované ve sklepě, pochází z první poloviny šestnáctého století. Obytná budova byla původně dřevěná, ale později ji ve stejném půdorysu nahradila trojprostorová kamenná stavba. Po roce 1588 byla rozšířena směrem k jihu.
Hlavním obytným prostorem byla čtvercová světnice v severovýchodním nároží budovy o délce strany 895 centimetrů. Osvětlovala ji čtveřice čtverhranných oken, původně vybavených kamenným ostěním, které bylo druhotně použito při stavbě barokního ovčína. Místnost zdobily nástěnné malby a vytápěla ji kachlová kamna. Severně od světnice se nachází dvojice místností. Prostřední, částečně zaklenutá jedním polem křížové klenby, pravděpodobně sloužila jako černá kuchyně. Druhá místnost sloužila jako přípravna. Vcházelo se do ní samostatným vstupem z parkánu a kamenný portál odtud vedl do hlavní světnice. Na jižní straně světnice se nacházela klenutá komora a schodiště do sklepa a na půdu. Schéma místností doplňoval reprezentační plochostropý pokoj v jihozápadním nároží. Byl osvětlen sdruženým oknem a vyzdoben nástěnnými malbami imitujícími architektonické detaily.
Při úpravách koncem osmnáctého století byl postaven dochovaný krov. Západní část budovy orientovaná do dvora byla upravena na byt a původní křížovou klenbu v černé kuchyni nahradila nižší klenba valená. Klenba v komoře byla odstraněna. Obytné prostory byly vybaveny záklopovými stropy, ale po krátké době je zakryly podhledy se štukovými fabiony. K rozdělení bývalé hlavní světnice na druhý byt došlo až ve druhé polovině devatenáctého století.